# العلاقات الغينية المغربية
تعود العلاقات الدبلوماسية بين المملكة المغربية وجمهورية غينيا إلى عام 1960. ويتوفر المغرب على سفارة في العاصمة كوناكري، وتتوفر غينيا على سفارة لها في العاصمة الرباط.

## تاريخ

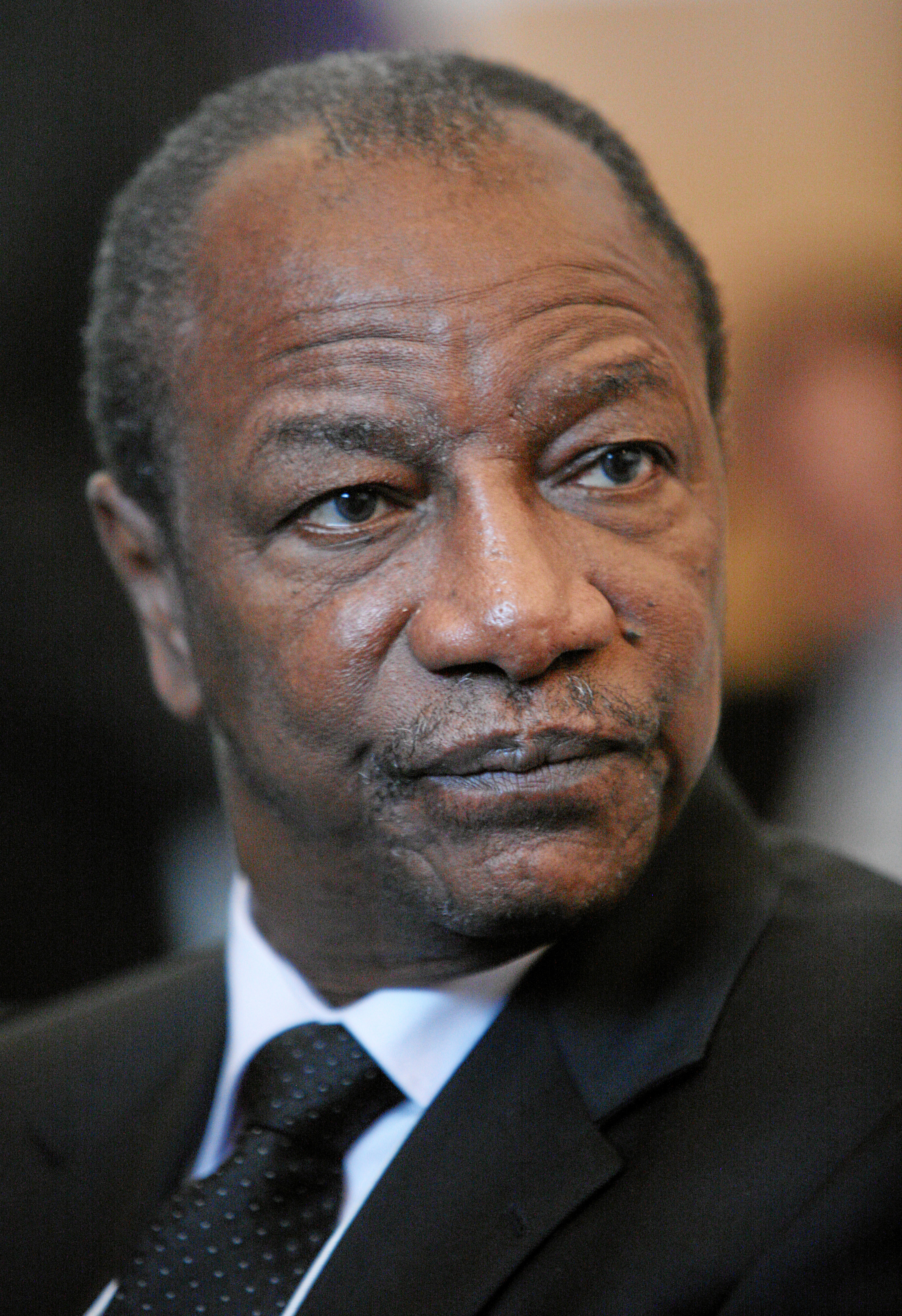
”لقد ساندت غينيا على الدوام، ومنذ عهد الرئيس الحاج أحمد سيكوتوري، الموقف المغربي بشأن الصحراء. فغينيا تساند مقترح الحكم الذاتي الذي تقدم به المغرب”.
الرئيس ألفا كوندي، في حديث لوكالة المغرب العربي للأنباء في 3 مارس 2014 بمناسبة الزيارة الرسمية لجلالة الملك لغينيا.

إن العلاقات المتينة التي تجمع بين البلدين تعود إلى فترة طويلة. حيث عقدا أول اجتماع للجنة الكبرى المختلطة عام 1960، ووقعا على إتفاقية للتبادل الحر عام 1999. كما أبان المغرب عن تضامن نموذجي مع غينيا، تجسد أساسا خلال أزمة إنتشار وباء إيبولا في غرب أفريقيا الذي طال عددا من الدول الإفريقية بما في ذلك غينيا، وقد كان المغرب ضمن الدول القلائل جدا التي أبقت على رحلاتها الجوية نحو وجهة كوناكري، إلى جانب استفادة غينيا من عدد من الهبات الملكية ومن خدمات مستشفى ميداني عسكري مغربي.
في 3 مارس 2014، أعلن الرئيس الغيني ألفا كوندي أن قصر الأمم بالعاصمة الغينية كوناكري أصبح يحمل اسم الملك محمد الخامس.
في 17 يناير 2020، قامت غينيا بفتح قنصلية عامة لها في مدينة الداخلة، وأشرف على حفل التدشين كل من وزير الخارجية المغربي ناصر بوريطة ووزير الخارجية الغيني مامادي توري.
15 يونيو 2020، حطت طائرات تابعة للخطوط الملكية المغربية في مطار كوناكري الدولي وهي تحمل على متنها مجموعة من المعدات الطبية والأدوية، وذلك بتعليمات من الملك محمد السادس الذي قرر مساعدة العديد من الدول الإفريقية ومن ضمنها غينيا، لمحاربة جائحة كوفيد 19، ويتعلق الأمر على الخصوص بكمية مهمة من الكمامات، والأقنعة الواقية، وأغطية الرأس، وسترات طبية، ومطهرات كحولية، وكمية من دواء الكلوروكين والأزيتروميسين. وجميع هذه المعدات والأدوية تم تصنيعها في المغرب من طرف مقاولات مغربية، وتتطابق مع معايير منظمة الصحة العالمية.
في 6 يوليوز 2020: عين الملك محمد السادس، سفيراً جديداً في غينيا وهو عصام الطيب.

## الزيارات المتبادلة الأخيرة
- 3 مارس 2014: حل الملك محمد السادس بغينيا في زيارة رسمية لمدة 3 أيام. وقد تم خلال هذه الزيارة توقيع 21 اتفاقية للتعاون بين البلدين في مختلف الميادين، إلى جانب التوقيع على اتفاقية تعاون بين الاتحاد العام لمقاولات المغرب وهيئة أرباب العمل في غينيا تروم تبادل الخبرات والمعلومات بين اتحادي رجال الأعمال بهدف تشجيع الاستثمارات في البلدين، فضلا عن إعطاء انطلاقة عدة مشاريع عقارية تهم بناء ثلاث مركبات سكنية من 3000 مسكن بجماعة ماطام بكوناكري، وتدشين مطاحن إفريقيا بجماعة ماتوتو التي تبعد بحوالي 20 كلم عن كوناكري.[8][9]
- 22 أبريل 2014: حل الرئيس الغيني ألفا كوندي بالمغرب، وشارك في الإفتتاح الرسمي للدورة التاسعة للمعرض الدولي للفلاحة بمكناس.[10]
- 23 فبراير 2017: حل الملك محمد السادس بغينيا في زيارة عمل وصداقة. وخلال هذه الزيارة تم توقيع 8 إتفاقيات (إتفاقية تخص تأهيل العاصمة كوناكري، وإتفاقيتان تخصان التطهير السائل لكوناكري، و3 إتفاقيات أخرى في المجالين الفلاحي والتقني). وتتضمن إتفاقية المجال الفلاحي، إنتاج المغرب مئة ألف طن من الأسمدة مخصصة لتلبية حاجيات غينيا من هذه المادة منها 20 ألف طن على شكل هبة، بينما سيتم منح 80 ألف طن المتبقية بأسعار تتيح تقليص أو إلغاء المساعدات الحكومية المخصصة للأسمدة بغينيا.[11][12][13]

## العلاقات الاقتصادية

### قائمة الشركات والإستثمارات المغربية في غينيا
- البنك الشعبي المغربي الغيني هو بنك يوجد في غينيا وهو تابع للبنك الشعبي.
- تتوفر شركة مناجم المغربية على حصة 70% في مجموعة الشركات المنجمية مانديانا بغينيا، وتتولى تطوير مشروع مناجم الذهب تري - كا في شمال غرب غينيا، والذي يتكون من 8 تراخيص على منطقة تنقيب تناهز مساحتها 490 كيلومتر مربع. ويختزن مشروع تري-كل إحتياطياً يناهز 2.3 مليون أوقية من الذهب. وتتوقعت شركة مناجم أن تستخرج منه 120 ألف أوقية من الذهب سنوياً.[14][15]

## التعاون العلمي
في مجال التكوين المهني، يمنح المغرب سنويا 60 منحة دراسية لفائدة الطلبة الغينيين، وهناك أزيد من 400 طالب مسجلين حاليا في الجامعات والمدارس والمعاهد ومؤسسات التكوين المهني بالمغرب.

## المستشفى الطبي الجراحي الميداني المغربي
قام المغرب بإحداث المستشفى الطبي الجراحي الميداني المغربي في كوناكري بتعليمات ملكية سامية في إطار علاقات الصداقة والأخوة والتضامن العريقة بين الشعبين المغربي والغيني، ويؤطره 106 شخصاَ من بينهم أطباء متخصصون وممرضون وفريق للدعم والمواكبة، علما أن الطاقة الاستيعابية للمستشفى تصل إلى 40 سريراَ. وتم توفير جميع التجهيزات اللازمة لنجاح هذه العملية الإنسانية، مدعومة بتجهيزات طبية متطورة، من بينها مختبر للتحليلات والفحص بالأشعة، وقسم للجراحة ومصلحة للإنعاش والتخدير وقاعة للمستعجلات، وفضلاَ عن هذه الخدمات الاستشفائية، فإن المرضى يحصلون على كميات من الأدوية، حسب الأمراض التي يعانونها، بالصيدلية الموجودة بعين المكان.

## التعاون الديني
وقع البلدان في شتنبر 2014 بروتوكول اتفاق لتكوين 500 إمام غيني في المغرب من طرف معهد محمد السادس لتكوين الأئمة المرشدين والمرشدات بالرباط. كما قدم المغرب إلى الجهات المكلفة بالشأن الديني في غينيا 10 آلاف مصحف من القرآن الكريم لتوزيعها على مختلف مساجد غينيا التي يصل عددها إلى 12230 مسجدا منها 530 في العاصمة كوناكري وحدها، علاوة على قيام الملك محمد السادس بإعطاء تعليماته لوزارة الأوقاف والشؤون الإسلامية بالشروع في إصلاح وترميم مسجد الملك فيصل في كوناكري بغلاف مالي يصل إلى خمسة ملايين درهم.
وتتوفر مؤسسة محمد السادس للعلماء الأفارقة على فرع لها في غينيا.
- في 8 فبراير 2024، التوقيع على برتوكول بين المملكة المغربية وجمهورية غينيا يهم تدبير وتسيير المجمع الديني محمد السادس في كوناكري، الذي أعطى انطلاقة أشغاله، الملك محمد السادس، في 24 فبراير 2017. وقع هذا البروتوكول، عن الجانب المغربي، الأمين العام لمؤسسة محمد السادس للعلماء الأفارقة، محمد رفقي، وعن الجانب الغيني، الوزير الأمين العام للشؤون الدينية. [20][21][22]

- في 29 مارس 2024، تنفيذا لتعليمات العاهل المغربي الملك محمد السادس، ستشرف مؤسسة محمد السادس للعلماء الأفارقة، بتنسيق تام مع السلطات الغينية المختصة، على الافتتاح الرسمي لمسجد محمد السادس بكوناكري، وذلك بمناسبة صلاة الجمعة يوم 18 رمضان 1445 هجرية، الموافق لـ29 مارس 2024.وقد تم تشييد مسجد محمد السادس بكوناكري، الذي كان الملك محمد السادس، أمير المؤمنين، قد أعطى انطلاقة أشغاله في 24 فبراير 2017، وفق ا للمعايير المعمارية المغربية الأصيلة، بطاقة استيعابية تفوق 3 آلاف مصل، على مساحة تبلغ هكتارا. ويضم المسجد قاعة كبيرة للصلاة، وقاعة للندوات، ومكتبة، ومدرسة قرآنية وفضاء تجاريا، وقسما إداريا، ومساحات خضراء. [23] [24] [25]

## التعاون الفلاحي

### مشاريع زراعية رائدة في غينيا
خلال زيارة الملك محمد السادس لغينيا في سنة 2014، أشرف الملك على تسليم هبة إلى غينيا عبارة عن أسمدة ومكملات غذائية حيوانية، وتتكون هذه الهبة من 2150 طن من الأسمدة، ملائمة للتربة والزراعات بغينيا، ومواد غذائية خاصة بالدواجن والماشية. وبهذه المناسبة، قدمت للملك، شروحات حول المشاريع الزراعية الرائدة الثلاث، والتي سيتم إنجازها في غينيا، بشراكة بين وزارة الفلاحة والصيد البحري والوزارة الغينية للفلاحة والمكتب الشريف للفوسفاط. ويتعلق الأمر، بمشروع رائد لخريطة خصوبة التربة في منطقة فارانا (100 ألف هكتار)، والذي يهدف إلى تطوير معرفة أفضل لخصائص الأراضي الغينية وحاجياتها من الأسمدة وذلك بهدف جعلها أكثر خصوبة. ويهم المشروع الثاني، «تنظيم - المكتب الشريف للفوسفاط في غينيا»، وتتعلق الخطوات المعتمدة في هذا المشروع بملاءمة مفهوم قافلة المكتب الشريف للفوسفاط مع طبيعة المحيط الزراعي الغيني. أما المشروع الثالث، فيتعلق بـ«مدارس للحقول» ويروم ضمان التكوين الميداني للمزارعين من أجل النهوض بالممارسات الجيدة في مجال الزراعة. ويقوم انخراط المكتب الشريف للفوسفاط في إفريقيا على مقاربة تطوعية تعتمد على ثلاثة ركائز أساسية تهم التعرف على الحاجيات، والانخراط في مواكبة المزارعين، والابتكار في مجال الإنتاج.

### مطاحن إفريقيا بجماعة ما توتو
أشرف الملك محمد السادس مرفوقا بالرئيس الغيني ألفا كوندي في 5 مارس 2014 على تدشين «مطاحن إفريقيا» بجماعة ما توتو التي تبعد بحوالي 20 كلم عن كوناكري، وقد تم إنجاز هذه المنشأة، وهي ثمرة شراكة بين مطاحن لهلال بالمغرب وشركة صونوكو سا بغينيا باستثمار فاق 30 مليون أورو، وقد حظيت هذه الوحدة الصناعية من الجيل الجديد بالمنطقة  الصناعية صونفونيا (جماعة ماتوتو) والتي تبلغ طاقتها الإنتاجية 900 طن في اليوم، بثقة شركاء ماليين مؤسساتيين ومجموعة من البنوك المحلية. وسيتخصص هذا المعمل في طحن القمح لإنتاج الدقيق المقوى الموجه لإعداد الخبز ومختلف العجائن الغذائية ومنتوجات مشتقة أخرى، كما يتوفر المعمل على وحدة لإنتاج النخالة الموجهة لتغذية الماشية والدواجن. وتقدر الطاقة الإنتاجية للمعمل بنحو 190 ألف طن من الدقيق و6250 طن من النخالة شهريا وبالتالي الاستجابة لحاجيات السوق الغينية. ويضم هذا المصنع مستودعات لتخزين القمح المستورد، بطاقة استيعابية تبلغ 6000 طن، ومطحنتين، ووحدة لملء أكياس الدقيق، وثلاثة مستودعات لتخزين النخالة وثلاثة مخازن أخرى، مخصصة حاليا لتخزين الدقيق المستورد من المغرب.

## إتفاقيات التعاون ومذكرات التفاهم بين المغرب وغينيا
- اتفاقية التعاون الثقافي والعلمي، وقعت في 1979/01/17
- اتفاقية في مجال المعلومات، وقعت في 1982/06/17 بالرباط
- اتفاق التعاون السياحي، وقعت في 1990/01/18
- اتفاقية تعاون بين خطة عمل البحر المتوسط وAGP (وكالة الصحافة الغينية)، وقعت في 1990/11/15 بالرباط
- اتفاق على تعزيز وحماية المتبادلة للاستثمارات، وقعت في 2002/02/05 بالرباط
- اتفاق تعاون في مجال السياحة، وقعت في 2002/02/05 بالرباط
- اتفاق التعاون في مجال المعلومات، وقعت في 2002/02/05 بالرباط
- اتفاق حول الصحية البيطرية، وقعت في 2005/07/20 بالرباط
- اتفاق تعاون في مجال البيئة، وقعت في 2005/07/20 بالرباط
- بروتوكول مؤطر للاتفاقية الثقافية والعلمية، وقعت في 1979/01/17
- بروتوكول تعاون في مجال الصناعة التفليدية، وقعت في 1990/09/13
- بروتوكول برنامج التعاون الفني بين INRH (المعهد الوطني للبحوث الثروة السمكية) وCNSHB (المركز الوطني لعلوم البحار والمصايد Boussoura) + برنامج التعاون علمية محددة، وقعت في 1999/03/07 بالرباط
- اتفاقية تعاون في مجال الصيد البحري - بروتوكول تنفيذي، وقعت في 1999/03/07 الرباط
- اتفاق جوي 1978/11/04
- بروتوكول للتعاون في مجال الإدارة العامة، وقعت في 2000/07/13 الرباط
- النظام الأساسي للغرفة المختلطة التجارة، وقعت في 1979/01/17
- اتفاقية التعاون الاقتصادي والفني، وقعت في 2002/02/05 الرباط
- بروتوكول للتعاون بين AMCI (الوكالة المغربية للتعاون الدولي) وMESRS (وزارة التعليم العالي والبحث العلمي) بشأن إنشاء ISCAE داخل غينيا، وقعت في2002/02/05 الرباط
- مذكرة اتفاق التعاون في مجال التعليم العالي والبحث العلمي، وقعت في 2002/02/05 الرباط
- مذكرة تفاهم حول التعاون الصناعي، وقعت في 2002/06/13
- مذكرة تفاهم بين وزارة الأوقاف والشؤون الإسلامية ووزارة الرابطة الوطنية الإسلامية في غينيا، وقعت في 2007/07/20 الرباط
- اتفاق حول الخدمات الجوية، وقعت في 1997/12/04
- الاتفاق الإطاري للتعاون في الصيد البحري، وقعت في 1979/01/17 الرباط
- اتفاقية التجارة والتعرفة، وقعت في 2002/02/05 الرباط
- اتفاق التعاون في مجال التعليم العالي والبحث العلمي، وقعت في 2002/02/05 الرباط
- اتفاقية اتفادي الازدواج الضريبي والوقاية من التهرب الضريبي في مجال الضرائب على الدخل، وقعت في2014/03/03 كوناكري
- برتوكول للتعاون بين وزارة الفلاحة الغينية ووزارة الفلاحة والصيد البحري والمكتب الشريف للفوسفاط، وقعت في 2014/03/03 كوناكري
- برتوكول اتفاق يقضي بتعزيز قدرات الموارد البشرية بوزارة الصيد وتربية الأسماك بجمهورية غينيا، وقعت في 2014/03/03 كوناكري
- برتوكول اتفاق حول الصيد البحري، وقعت في 2014/03/03 كوناكري
- اتفاقية حول إنجاز نقطتين للتفريغ بغينيا، وقعت في 2014/03/03 كوناكري
- اتفاقية التعاون في مجال الملاحة التجارية، وقعت في 2014/03/03 كوناكري
- مذكرة تفاهم في مجال النقل البحري، وقعت في 2014/03/03 كوناكري
- تفاقية إطار للتعاون الصناعي والتجاري، وقعت في 2014/03/03 كوناكري
- برنامج تنفيذي (2014-2017) لاتفاقية التعاون السياحي، وقعت في 2014/03/03 كوناكري
- اتفاقية للتعاون بين الجمهورية الغينية ومجموعة الضحى لإنجاز مساكن اقتصادية، وقعت في 2014/03/03 كوناكري
- اتفاقية شراكة بين مجموعة البنك الشعبي المركزي والوزارة الغينية المنتدبة المكلفة بالغينيين في الخارج، وقعت في 2014/03/03 كوناكري
- برنامج تطبيقي للتعاون في ميدان التكوين المهني، وقعت في 2014/03/03 كوناكري
- برتوكول اتفاق يتعلق بتسيير وتطوير المعهد العالي للتجارة وإدارة المقاولات في غينيا، وقعت في 2014/03/03 كوناكري
- اتفاقية شراكة بين قسم الإنتاج النباتي في وزارة الزراعة ومديرية الزراعة الوطنية غينيا، وقعت في 2014/03/03 كوناكري
- مذكرة تفاهم حول التعاون في مجال المناطق الصناعية، وقعت في 2014/03/03 كوناكري
- برتوكول اتفاق بين المكتب الوطني للهيدروكربورات والمعادن والشركة الغينية للتراث المعدني، وقعت في 2014/03/03 كوناكري
- اتفاقية إطار للتعاون في الميدان المعدني بين مجموعة مناجم والشركة الغينية للتراث المعدني، وقعت في 2014/03/03 كوناكري
- اتفاقية تعاون بين المكتب الوطني للكهرباء والماء الصالح للشرب وشركة مياه غينيا، وقعت في 2014/03/03 كوناكري
- اتفاقية إطار للتعاون بين شركة كهرباء غينيا ومجموعة البنك الشعبي المركزي، وقعت في 2014/03/03 كوناكري
- مذكرة تفاهم تهم تعزيز التعاون بين الهيئة الغانية لإنعاش التصدير والمركز المغربي لإنعاش الصادرات، وقعت في 2015/02/12 الرباط
- مذكرة تفاهم تهم التعاون وتدريب الطلبة والتقنيين والمهنيين الغانيين، وقعت في 2015/02/12 الرباط
- مذكرة تفاهم تتعلق بالتكوين التقني، وقعت في 2015/02/12 الرباط
- مذكرة تفاهم تتعلق بمجال التجارة البحرية، وقعت في 2015/02/12 الرباط
- مذكرة تفاهم تتعلق بإنعاش التجارة 2015/02/12 الرباط

## وصلات خارجية
- صفحة السفارة المغربية في كوناكري (فايسبوك)